# Menesia livia
Menesia livia es una especie de escarabajo longicornio del género Menesia, categorizada en la tribu Saperdini, de la subfamilia Lamiinae. Fue descrita por Pascoe en 1867.

## Descripción
Mide 10-11 mm de longitud.

## Distribución
Se distribuye por Indonesia (Molucas).